# Rio Drăghina Mare
O Rio Drăghina Mare é um rio da Romênia, afluente do Rio Doamnei, localizado no distrito de Argeş.